# Ośno Lubuskie (gromada)
Ośno Lubuskie (do 31 XII 1957 Smogóry) – dawna gromada, czyli najmniejsza jednostka podziału terytorialnego Polskiej Rzeczypospolitej Ludowej w latach 1954–1972.
Gromady, z gromadzkimi radami narodowymi (GRN) jako organami władzy najniższego stopnia na wsi, funkcjonowały od reformy reorganizującej administrację wiejską przeprowadzonej jesienią 1954 do momentu ich zniesienia z dniem 1 stycznia 1973, tym samym wypierając organizację gminną w latach 1954–1972.
Gromadę Ośno Lubuskie z siedzibą GRN w mieście Ośnie Lubuskim (nie wchodzącym w jej skład) utworzono 1 stycznia 1958 w powiecie sulęcińskim w woj. zielonogórskim na mocy uchwały nr V/22/57 WRN w Zielonej Górze z dnia 15 listopada 1957 w związku z przeniesieniem siedziby GRN gromady Smogóry ze Smogór do Ośna Lubuskiego i zmianą nazwy jednostki na gromada Ośno Lubuskie; równocześnie do gromady Ośno Lubuskie włączono wieś Radachów z nowo utworzonej gromady Sulęcin w tymże powiecie; z gromady Ośno Lubuskie wyłączono natomiast wieś Drogomin, włączając ją do gromady Sulęcin.
1 stycznia 1959 do gromady Ośno włączono wieś Gronów I z gromady Czarnów w powiecie rzepińskim (przemianowanym tego samego dnia na słubicki) w tymże województwie.
1 stycznia 1972 do gromady Ośno włączono tereny o powierzchni 4122 ha z miasta Ośno w tymże powiecie.
Gromada przetrwała do końca 1972 roku, czyli do kolejnej reformy gminnej. 1 stycznia 1973 w powiecie sulęcińskim reaktywowano zniesioną w 1954 roku (wówczas w powiecie rzepińskim) gminę Ośno Lubuskie.